# Walter Stößer
Walter Stößer (auch Stösser geschrieben; * 1. Dezember 1900 in Pforzheim; † 1. August 1935 am Morgenhorn) war ein deutscher Bergsteiger, dem zahlreiche Erstbegehungen gelangen.

## Biographie
Stößer war Gründer und Obmann der Klettergilde Battert und arbeitete ab 1919 als Lehrer. Am Battert gelangen ihm ab 1925 einige schwierige Routen wie der Alte Pforzheimer Weg, der Neue Pforzheimer Weg, die Wespenkante und die Stößer-Kast-Verschneidung. Zwischen 1928 und 1935 konnte er zahlreiche bedeutende Erstbegehungen in den Alpen erzielen, vorwiegend in Italien und der Schweiz.
1928 gelang ihm eine Erstbegehung an der Gehrenspitze-Nordwand, die später als „Battert-Riss“ bekannt wurde. Im selben Jahr gelang ihm auch noch eine Erstbegehung an der Dreitorspitze-Nordkante. 1929 gelang ihm die Erstbegehung der Großen-Zinne-Nordwestkante mit anschließender Überschreitung aller Drei Zinnen und eine Erstbegehung durch die Tofana di Rozes-Südwand. 1930 erreichte er drei weitere bedeutende Erstbegehungen; Marmolata-d’Ombretta-Südwestwand, Antelao-Westkante und Drusenfluh-Südwand. 1931 folgte die Erstbegehung des Patteriol-Südostpfeilers und 1932 die Erstbegehung des schwierigen Bietschhorn-Südostgrates.
Im August 1933 versuchte er mit Gustl Kröner als Seilpartner eine Durchsteigung der Matterhorn-Nordwand, wobei jedoch Kröner durch Steinschlag ums Leben kam. 1935 sorgte er mit weiteren Erstbegehungen am Doldenstock-Westgrat und Nordwestgrat, dem Kleinen-Doldenhorn-Westgrat, der Blümlisalphorn-Westwand und der Balmhorn-Ostwand für Aufsehen. Weitere Erstbegehungen seiner Karriere umfassten die Bietschhorn-Nordwestwand, den Oeschinenhorn-Westgrat, Doldenhorn-Südgrat, Kleiner Vernel-Südwand, Mittlerer-Drusenturm-Ostwand und Großer-Drusenturm-Westgrat.
Bis 1935 waren ihm zudem zahlreiche Wiederholungen bekannter Felsfahrten gelungen, so etwa die dritte Begehung der Einser-Nordwand (Sextner Sonnenuhr) 1928, die vierte Begehung der Civetta-Nordwestwand und die Zweitbegehung der Mont-Blanc-Brenvaflanke 1929. Weiters gelangen ihm unter anderem die Monte-Pelmo-Nordwand (3. Begehung), die Dent-d’Hérens-Nordwand (4. Begehung), der Kleine-Zinne-Preußriss (3. Begehung) und die Gimpel-Nordwestkante (4. Begehung).
1932 gelang Walter Stößer mit Fritz Kast die Begehung des Marmolata-Südpfeilers. Unklar ist, ob es sich dabei um die Erstbegehung dieser Route handelte, da solche von der italienischen Seilschaft Luigi Micheluzzi/Roberto Perathoner seit 1929 beansprucht wurde. Jedoch waren aufgrund zahlreicher gescheiterter Wiederholungsversuche Zweifel an der Version der Italiener laut geworden, besonders als Perathoner selbst bei einem Wiederholungsversuch in der Wand nicht mehr weiterkam und mit Seilhilfe von oben gerettet werden musste. Stößer und Kast stellten jedoch mit ihrer erfolgreichen Begehung die Kletterbarkeit der von den Italienern angegebenen Route fest. Die Italiener gelten offiziell weiterhin als Erstbegeher.

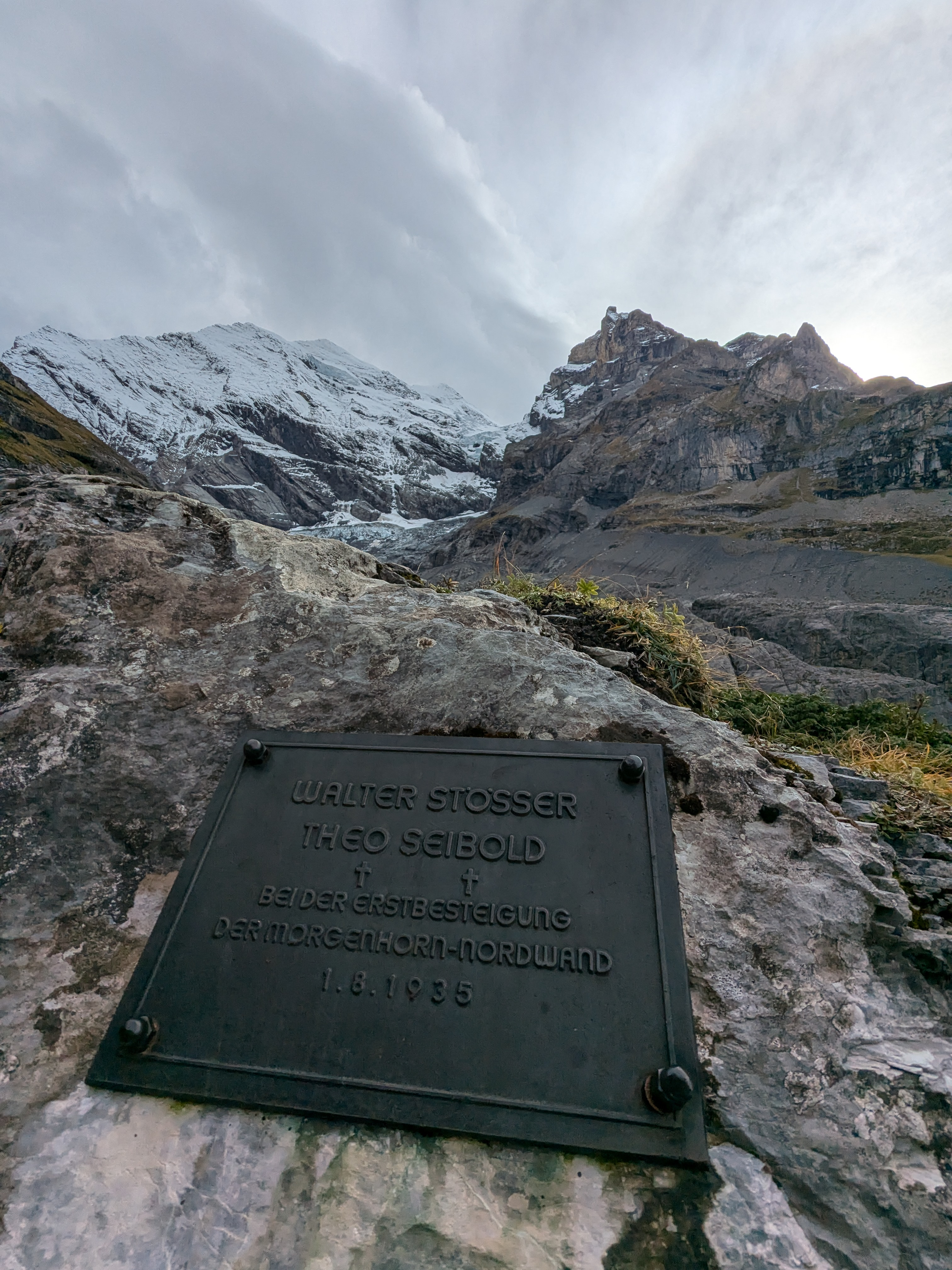
Gedenktafel zur Erstbesteigung der Morgenhorn-Nordwand

Im Sommer 1935 wollten Walter Stößer und Theo Seybold die Erstbegehung der Morgenhorn-Nordwand bestreiten. Dabei stürzte Seybold jedoch rund 200 Meter unter dem Gipfel ab und riss Walter Stößer mit in den Tod. Ihr Absturz wurde vom Hüttenwart der Gspaltenhornhütte beobachtet. Die Leichen der beiden galten mit Stand 1965 noch als vermisst.
1940 veröffentlichte Paul Hübel das Buch Der Bergsteiger Walter Stösser. In Pforzheim und München ist jeweils eine Straße nach ihm benannt worden.